# シンプルスタイル (ソフトバンク)

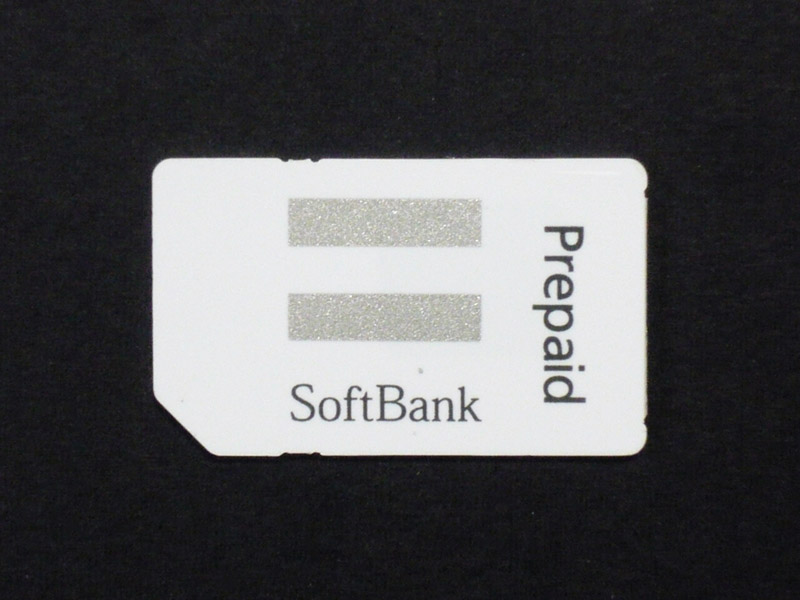
プリモバイル用SoftBank 3G USIMカード。プリモバイルであることを示すPrepaidの文字がある

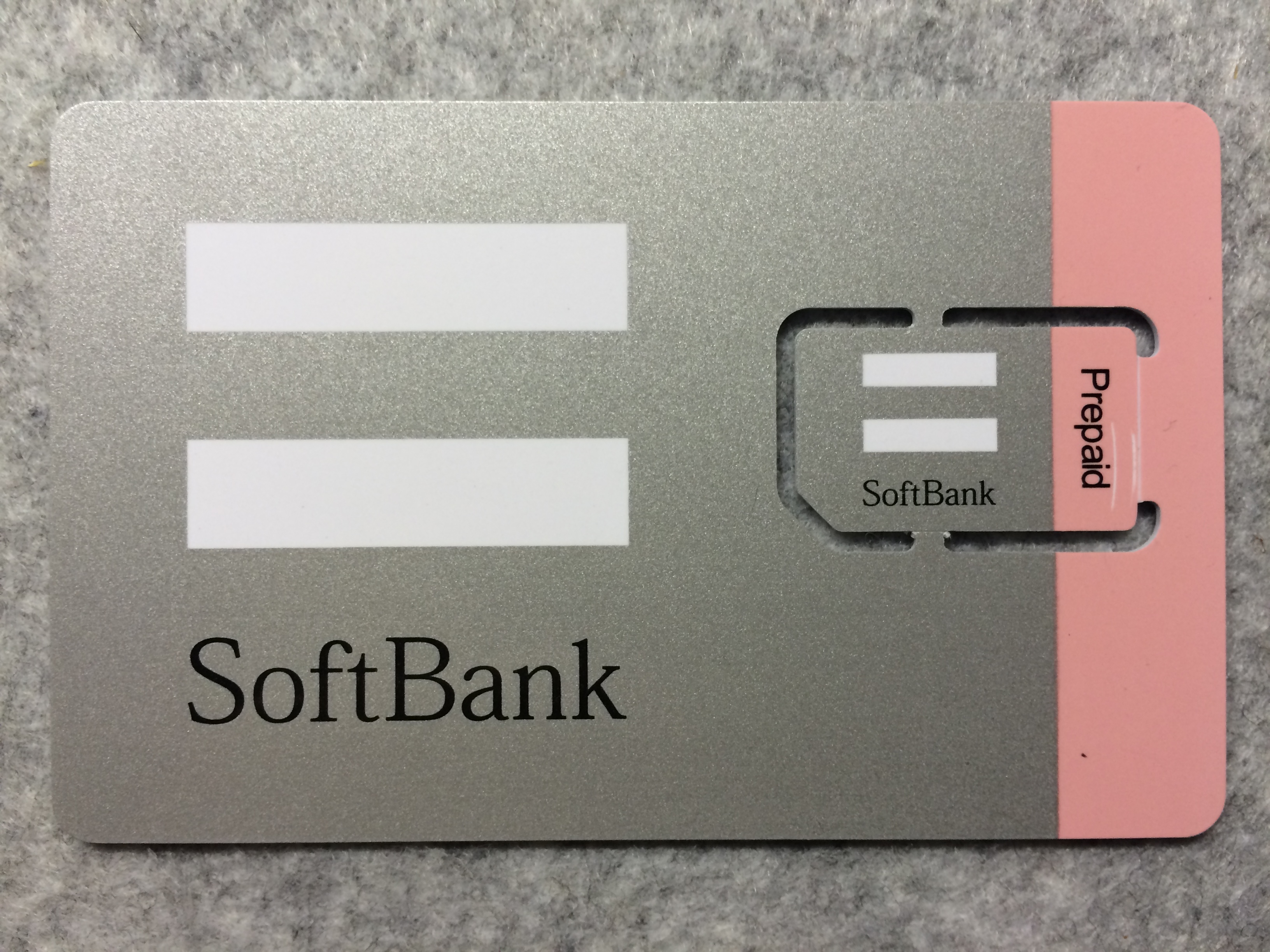
プリスマ用標準USIMカード

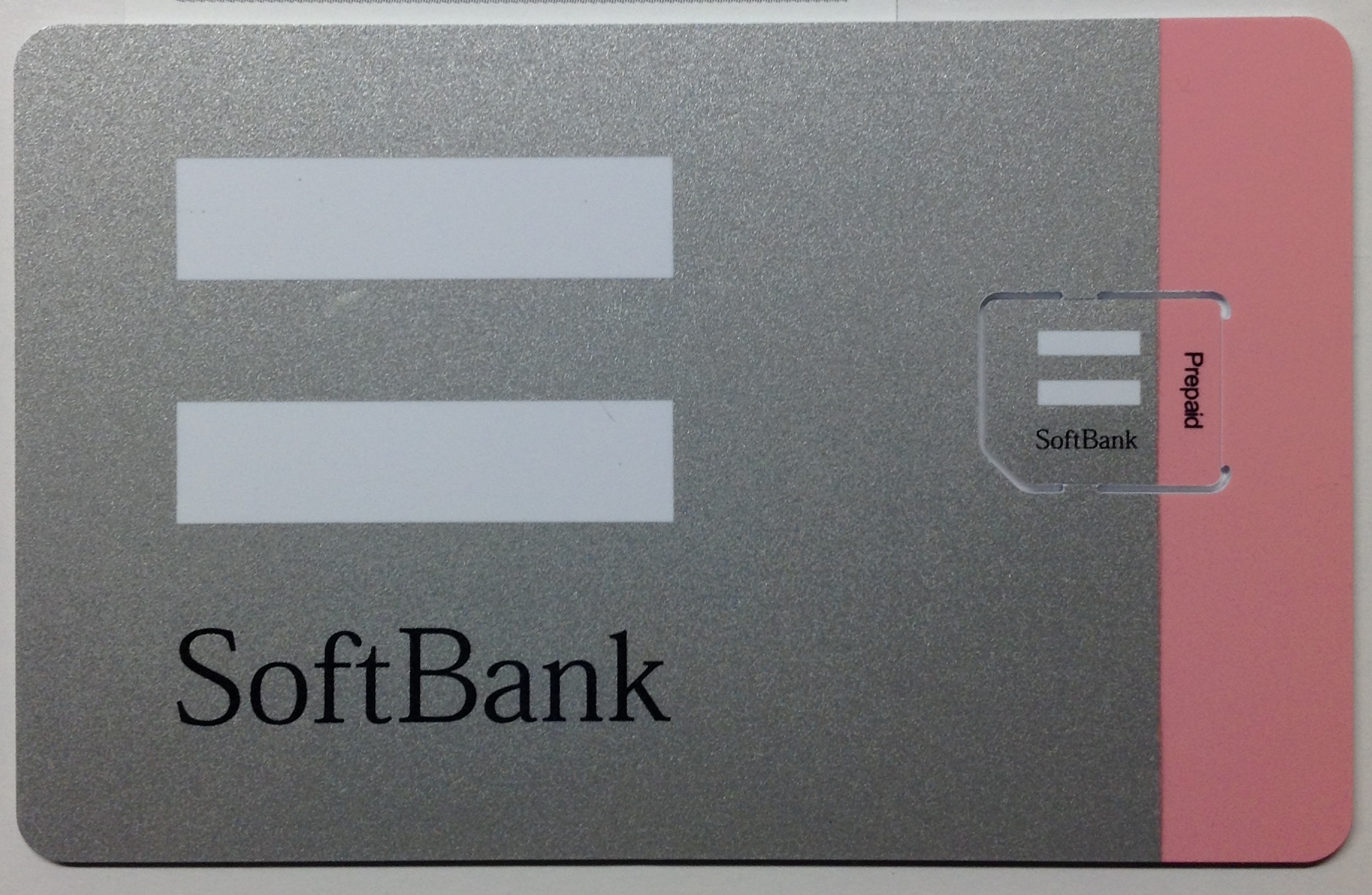
プリスマ用マイクロUSIMカード

シンプルスタイルは、ソフトバンク株式会社がSoftBankブランドにて提供する、プリペイド式携帯電話サービスである。
前身のフィーチャーフォン向けサービスプリモバイル、スマートフォン向けサービスであるプリスマおよびウォルト・ディズニー・ジャパンが提供していた携帯電話・ディズニー・モバイルによるプリペイドサービスであるDisney Mobile プリペイドサービスについても、便宜上本項に記述する。

## 概要
メールの定額制やTVコールなどのサービスが利用できるプリペイドサービスである。
2008年（平成20年）2月4日から第3世代携帯電話のプリペイドサービス「プリモバイル」として開始。1.5GHz帯周波数の再編により廃止される第2世代携帯電話のプリペイドサービス、SPSおよびPj(SoftBank 6-2を利用したPDC方式のプリペイド式携帯電話)に替わるものである。
ソフトバンクプリペイドサービス・Pj(2G)からプリモバイル(3G)への契約変更（同番移行）は、2009年（平成21年）2月2日よりキャリアショップ（ソフトバンクショップ）での手続きにより可能。2009年7月29日より残高の継承が可能。
ソフトバンクショップやソフトバンクステージが併設された家電量販店で購入した場合、電話番号を希望する下4桁の選択が無料で可能。いわゆる「良番」を含む一部番号は窓口端末ではじかれるため、再選択を要請される。
リチャージカード（コンビニのマルチメディア端末の操作により発行されるチケット形式や、コンビニのレジから発行されるレシートに印字される形式）は、他社と異なりプリペイド契約以外の契約では充当不可。金種は3,000円券と5,000円券で、有効期間はチャージ日から60日間。カードまたはシート自体に有効期限が設定、期限経過後チャージは不可。
チャージは他に、My SoftBank登録済みのセキュア対応のクレジットカードによるオンラインチャージも可。なお、以前はPay-easyでのチャージも可能であったが、2012年11月29日をもって終了している。
通常契約の場合、同一名義で5回線まで契約できるが、プリモバイルでは同一名義の契約は2回線までと定められている。
また、2012年4月4日以降新たにプリモバイルを契約して契約日から1年未満で解約（MNP転出含む）をすると契約解除料が必要となる。2019年9月13日以降に新規契約した場合は契約解除料はかからない。
2013年9月6日より新たにスマートフォン向けのプリペイドサービス「プリスマ」の提供を開始した。また、Disney Mobile on SoftBank向けにも同じ料金決済方法を利用したプリペイドサービス「Disney Mobile on SoftBank プリペイドサービス」の提供も開始した。
2014年11月28日、サービスブランドを「シンプルスタイル」に改称。これにあわせて、新規契約を対象に、パケット定額サービスの30日プラン（7,000円）を、4,980円に割引するキャンペーンを実施。さらに、他社からの乗り換え（MNP）で30日プランが12回目まで3,980円となる「MNP割」、30日プランを12回購入すると13回目以降の料金が3,980円となる「長期割」を開始。
2015年4月以降、「SoftBank 4G」「SoftBank 4G LTE」に対応（4G対応機種のみ）。
3G端末のサービスは2019年11月12日限りで新規受付を終了した。2024年1月31日をもって停波するのに伴い、3Gサービスのチャージは2023年11月27日限りで終了する。
なお、ディズニーモバイル・オン・ソフトバンクは2017年11月30日をもってサービス終了したが、プリペイド契約については通常契約と異なり、ソフトバンクへの承継は行われず、同日をもって強制解約となり、残額は無効となった。

## 利用できるサービス

### シンプルスタイル・3Gケータイ（旧プリモバイル）で利用出来るサービス
- 音声通話
  - VoLTE（対応機種のみ）は2023年11月17日より利用可能。
- ソフトバンク国際電話
- メール（SMS、S!メール(MMS)）※要申し込み
  - ただし、他社とのSMSのやり取りについては、受信のみ対応。
- TVコール
- データ通信
- アクセスインターネット - プロバイダ契約をせずにインターネットに接続できるサービス。ただし、64kbpsデジタル通信のみが対象で、パケット通信は不可。なお、利用はデジタル通信対応端末に限る。 （2012年12月30日サービス終了）
- おサイフケータイ- あらかじめポストペイド契約のUSIMカードを挿入し、アプリをダウンロードした上で初期設定が必要があるが、初期設定後はリーダ・ライタを利用してのチャージ、利用ともに可能。なお、プリペイド契約のUSIMカードを挿入している場合、アプリの起動やオンラインチャージは不可。
- ワンセグ（テレビ）- セット機種で対応していない場合であっても、USIMカードをワンセグ対応の携帯電話に差し替える事で視聴する事が出来る。
- MNPでの他社契約への同番移行。ただし、一度通話料をチャージした事のある回線に限る。また、MNP予約番号の発行手続きはショップでのみ可能で、その際に移行手数料が課される。（移行しなかった場合は領収書の提示で返金。）一般契約では、解約月の通話料と一緒に請求。なお公式には注意を促していないものの、2014年3月15日現在ショップでの予約番号発行は（営業時間が20時以降までであっても）20時までしか受け付けられないので早めに来店するなどの注意が必要。番号の発行自体はトラブルがなければ10分程度でできる。
- Wi-Fiを利用したインターネット - Xシリーズ等Wi-Fi機能が実装されている端末のみ、ソフトバンクWi-Fiスポットは利用できない。

### シンプルスタイル・スマートフォン（旧プリスマ）で利用出来るサービス
- パケット通信 - 別途2日・7日・30日の申し込みにより利用出来る。S!メールサービスの利用（SMSの送信とMMSの送受信）もこのパケットサービスに含まれる。
- インターネット接続 - パケット契約がなくともWi-Fiを利用したインターネット接続に対応。パケットサービス利用中はソフトバンクWi-Fiスポットの利用もできる。[9]

## 利用できないサービス
- Yahoo!ケータイ（携帯電話端末のY!ボタンを押すとメールの設定ページに接続される）メールの設定ページ
- 国内他オペレータ宛SMS送信
- S!アプリ
- 国際SMS
- 国際S!メール（MMS）
- 世界対応ケータイ

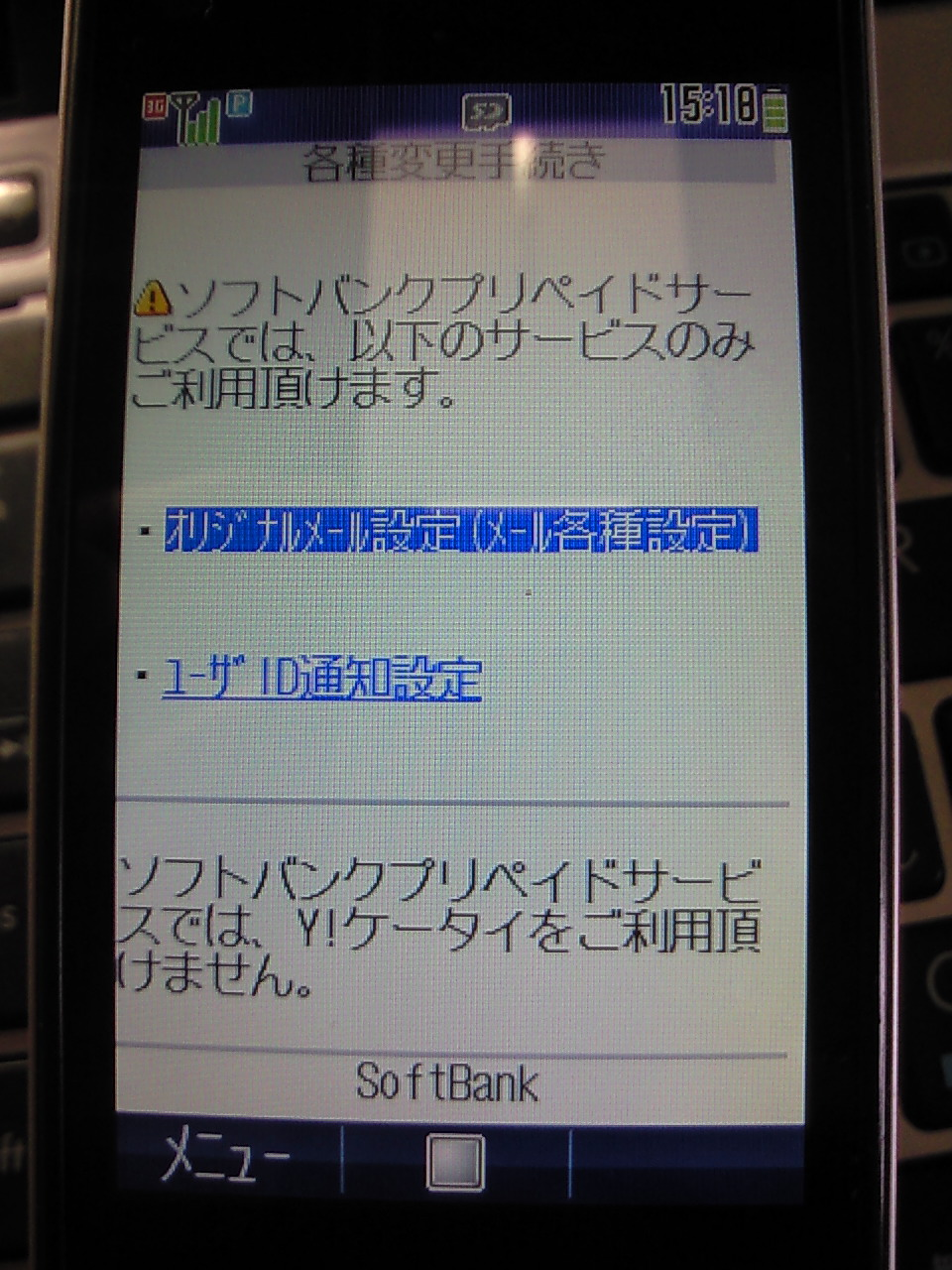
メールの設定ページ

- その他のオプションサービス（留守番電話サービス、転送電話サービスなど）

これらのサービスを利用するにはSoftBank 3Gへの加入が必要だが、シンプルスタイル契約は通常（ポストペイド）契約に同番移行することができない。なお、2010年3月まで提供されていたソフトバンクプリペイドサービスであれば3G通常契約への同番移行は可能であった。
やむを得ず必要な場合は、他社へいったんMNPで移行の後、再度MNPで出戻る形を取ることで可能ではある。ただし、一旦カードを登録したものに限る。また、手続き自体をショップで行うことが必要であり、その場で予約番号発行手数料が課される。このため、オンライン手続きやMNPコミュニケーションセンタへの電話による手続きは不可。
予約キャンセルは予約時の窓口のみで可能であり、またMNP予約番号が失効した場合、予約時の窓口で予約時に手数料を支払った領収証と引き換えに返金が可能である。通常契約（ポストペイド）からシンプルスタイル契約に移行する場合も同様。
現実的には、au（KDDI・沖縄セルラー電話連合）が提供するCDMAぷりペイドへの移行がコストパフォーマンスなどの観点からでも順当な方法である。また、FOMAカードを入れていないドコモFOMA端末、あるいはWS027SHやノキアのSIMロックのないUMTS端末等、ないしはau ICカードを抜いたau端末が既にあるなら、そちらでも十分である。極論からいえば、FOMAカード・au ICカードのみの契約でも可能である。auの場合は、一部のスマートフォンを除き、利用端末の前利用者情報の消去を要するため、別途手数料要。
なお、通常契約であっても、ネットワーク上での番号非通知拒否が出来ないため、端末操作での非通知拒否を設定出来ないノキア製の端末やVodafone 802SEなどの機種では非通知拒否が全く出来なくなる点に要注意。
- 買増（いわゆる機種変更）

通常の契約とは異なり、買増（機種変更）ができないため、新たにシンプルスタイルセットを購入し、そのセットについてくるプリペイドUSIMカードにチャージせず飼い殺しにして（そうすれば、契約から1年後に自動失効となり、灰SIM化する）、今まで使っていた端末に挿していたプリペイドUSIMカードを新しいセットの端末に挿すことで対応してもらう形となっている。
しかし、シンプルスタイルのサービスでは、シンプルスタイル間での契約変更（機種変更）が可能となった。（3Gから4Gなど世代の異なる場合のみ）。また、3Gケータイからスマートフォンへの契約変更（機種変更）はできるが、スマートフォンから3Gケータイに契約を再変更することはできない。3Gケータイに契約変更出来ないデメリットは、スマートフォンでは900円/2日 からのシンプルスタイル専用パケット定額サービスを利用しなければSMSの送信、MMSの送受信ができない（3Gケータイでは286円/30日のメールし放題を利用するためメールだけ利用したいのならば3Gケータイの方が割安）という部分などがある。

## 契約と利用期間
ソフトバンクショップおよび一部ソフトバンクステージなどのソフトバンク携帯電話取扱店での申し込みと本人確認を行い、ソフトバンクプリペイドカードを購入しプリペイドカードの登録をすることで利用可能となる。音声回線の枠のうち、プリペイド回線は最大2回線まで契約可能。
なお、契約手続き日から360日間は、初回チャージしなくとも157と1400への発信のみは可能で、その他の発信および着信の一切は不可だが、電話番号は維持できるため、すぐに利用しない場合でもとりあえずの契約のみは可能になっている。ただし、この状態を維持した場合はMNPの手続きは出来ない。
ちなみに、購入時のプリペイドUSIMカードの状態は、ショップ店で購入した場合はあらかじめ番号が記録されていない白USIM、コンビニで購入した場合は半黒USIMの状態となっている。
以前はコンビニエンスストアでプリモバイル電話機セットを購入し自身で本人確認書類をFAXで送付する事で、新規契約が可能であったが、コンビニエンスストアで購入されたプリモバイル電話機が振り込め詐欺に悪用されたことが判明したため、2011年（平成23年）2月末までにコンビニエンスストアでの新規契約受付を中止し、以後はソフトバンク携帯電話取扱店でのみの受付となっている。。
シンプルスタイルへの改名後は、ケータイに4,000円、スマホに10,000円がチャージされている状態で販売されるが、契約事務手数料として3,300円とユニバーサルサービス料10円（いずれも消費税込み。2021年12月現在）がそこから引き落とされるため、実質的な無料通話分はケータイ690円、スマホ6,690円となる。ただしソフトバンクオンラインショップで購入かつ自宅受け取りの場合はユニバーサルサービス料を除いた事務手数料が無料となる。

### チャージ

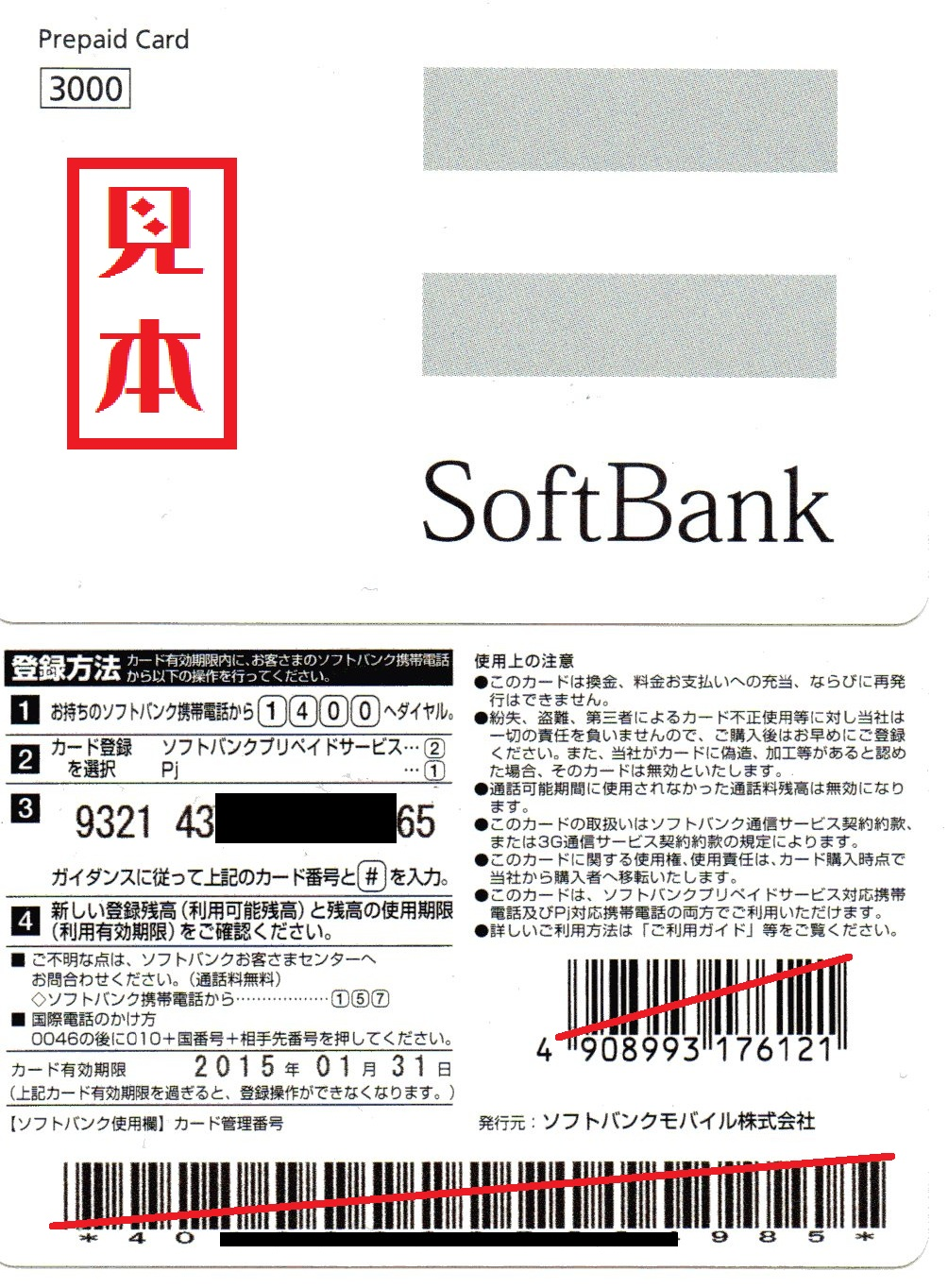
SoftBankプリペイドカード3,000円分の両面

ソフトバンクプリペイドカードには3,000円と5,000円の2種類がありどちらも利用有効期間は60日間である。プリペイドカードの追加登録（リチャージ）を行うと利用有効期間と登録残高の引継ぎができる。例えば、残り10日間の利用有効期限で500円の残高がある場合に3,000円のプリペイドカードを登録すると利用有効期間が70日間（10+60日間）、残高が3,500円（500+3,000円）となる。また、プリペイドカードを複数枚登録すれば1枚につき60日間加算され、最大360日間まで利用有効期間を延ばす事できる。コンビニエンスストアで発行されるシートに書かれた番号を利用したチャージも可能。
初回以外のチャージについては、上記に加え、Verified by VISA等のセキュア機能が有効になっているクレジットカードを使用してのオンラインリチャージが可能。（ペイジーの利用によるリチャージは2012年11月29日をもって終了。）
利用有効期間が終了すると登録残高が残っていても無効となり360日間の電話番号有効期間になる。この間にプリペイドカードを登録すれば再び利用する事ができるが、電話番号有効期間が終了すると自動的に解約となり利用できなくなる。

### プリペイドUSIMカードのみの契約
なお、既に過去に利用していたSoftBank 3G端末やSoftBankスマートフォン端末を利用するなどの理由により、シンプルスタイル契約のUSIMカードのみの契約も可能ではある。USIMカードの発行手数料が必要。2019年11月12日まではボーダフォン時代のものを含め端末は問わなかった。S!メールの利用が不要な場合は、UMTS1.5GHz帯（2010年（平成22年）4月～2017年（平成29年）3月まで）ないしは同2100MHz帯に対応したWS027SHやSIMロックなしのメーカブランドの端末でも可能。
プリスマにおいては、2014年3月4日よりSIMフリー端末やSIMロックを解除した端末でのUSIMカードのみの契約も可能になる 。
ただし、2009年2月25日から同年5月18日の間は取扱を一時中断していたため、端末付きでなければ契約出来なかった。また、取扱がソフトバンクショップの一部に限定されるため、各ショップへの取扱の可否の事前確認が必要。総合案内で可能と紹介するショップであっても出来ないケースがある。または、白プリペイドUSIMカードの常備がないショップでは取り寄せで対処というケースもあり、すぐに契約出来ないケースもある。
なお、原則は、利用する端末の持込が必要となっている。一部旧ボーダフォンブランドを含むソフトバンクブランドのものが可能であったが、前述の通り2019年11月12日をもって3Gケータイ・3Gスマートフォンでの新規受付を終了したため、これらの端末での持ち込み契約もできなくなった。

### 備考
なお、量販店に併設されたソフトバンクショップ（例・ソフトバンクLABI SENDAI）ではリチャージカードを含めて、プリモバイルの取扱自体していないケースもある。ただし、名義変更やMNP転出手続き(その場での転出手数料支払を要する)については、可能。
シンプルスタイルの新規契約した初日のみ発着信やインターネットの動作確認として157や1400以外の番号（フリーダイヤルなど）への発信や200MB 700MB 3GBの各パケット通信の契約をしていなくても200MBまでのパケット通信が可能。

## 利用料金（税別）

### 国内通話料
8.58円/6秒　

### TVコール
15.24円/6秒

### メール
286円/最大30日
メールの利用（SMSの送信、MMSの送受信）にはメールし放題の加入が必要である。また、メールし放題の申し込み及び自動継続には300円以上の残高があることが必要となり、登録残高の有効期間が終了するとメールし放題の利用も終了となる。また、プリモバイルが販売される以前はプリペイド式携帯電話はほとんど待ちうけで使う人にしか向かなかったが、登場当初は携帯電話を持つ目的がメールである人にはかなり得な携帯電話だった。ただし、2009年（平成21年）12月までに順次開始されたNTTドコモの「タイプシンプル バリュー」やau電話の「プランEシンプル」の登場により、トータルコストの面では必ずしも優位ではなくなっている。ただし、いずれも原則2年契約を要するため、解約した場合は1万円前後かかる上、割賦分が残っている場合はその支払も要する。
ただし、Xシリーズでプリモバイルを利用する場合、SMSは使用可能だが、MMS（eメール）の使用は不可であることが、SoftBank X04HTのプリモバイルセット発売と同時に明らかになっている。
プリスマではメール定額が申し込み不可能になったが代わりにパケット定額サービスが設定された（後述）。

### デジタルデータ通信
15.24円/6秒
なお、シンプルスタイル・3Gケータイでのパケット方式の通信は不可。

### シンプルスタイル（旧プリスマ）専用パケット定額サービス
- 900円/最大2日

(データ通信上限200MB)
- 2700円/最大7日

(データ通信上限700MB)
- 7000円/最大30日（4980円/最大30日←2014年11月28日以降に新規契約・契約変更）

(データ通信上限3GB)
シンプルスタイルでS!メールなどのソフトバンクモバイルのメールサービス利用（SMSの送信、MMSの送受信)にはパケットサービスの加入が必要である。登録残高の有効期限が終了するとパケット定額の利用も終了となる。シンプルスタイル専用パケット定額サービスは3Gケータイのメールし放題とは異なり自動更新がない（2014年11月28日以降に新規契約・契約変更した場合、30日プランは自動更新される）。有効期限を満了すると、翌日期限満了を知らせるSMSが送信される。パケット定額申し込みがない場合のメールの送受信に対しての注意事項はシンプルスタイル契約時に渡される「シンプルスタイルご利用ガイド」などに記されている。パケット定額の申し込みがなくともWi-Fiを使ってGメールなどのメールサービスを利用することは可能である。
申し込み時間を問わず、申し込み日を1日目と数える。2日プランを申し込みした場合、サービスの有効期限は翌日の深夜0時になる。契約期間を満了すると次のパケット定額サービスの申し込みが可能になる。パケット定額を申し込み後は有効期限の間別のパケットプランに変更が出来ないので、たとえば2日プランを申し込みした後に7日プランに変更は出来ない。別のプランを申し込みしたい場合は、申し込みしたプランの有効期限が満了するまで待つことになる。
パケット定額サービス申し込み中はソフトバンクWi-Fiスポットの利用ができる。
前々月のデータ通信容量が1000万パケット(約1.2GB)以上利用した場合、プランに関係なく通信制御を実施される場合がある。
※ただしWi-Fiは対象外。

### シンプルスタイル・4Gケータイ専用パケット定額サービス
- 300円/最大30日

(データ通信上限100MB)

### ユニバーサルサービス料
2020年（令和2年）1月8日現在、1回のチャージごとに7円が必要。

## 携帯電話端末
プリモバイル（シンプルスタイル・3Gケータイ（2014年11月28日以降））用として、これまで以下の機種が供給された。
- SoftBank 705Px …2008年（平成20年）2月4日取扱開始
- SoftBank 707SCII …2008年（平成20年）3月28日取扱開始
- SoftBank 822P …2008年（平成20年）8月23日取扱開始
- SoftBank 730SC …初のプリモバイル専用モデルとして2008年（平成20年）11月24日発売
- SoftBank 821SC …2009年（平成21年）6月20日取扱開始（プリモバイルセットとしてはホワイトとブラックのみの展開）
- SoftBank 740SC …2009年（平成21年）11月6日取扱開始（プリモバイルセットとしてはホワイトとブラックのみの展開）
- SoftBank 731SC …2011年（平成23年）1月27日取扱開始（プリモバイルセットとしてはホワイトとブラックのみの展開）
- SoftBank 840SC …2011年（平成23年）6月24日取扱開始
- SoftBank X04HT …2011年（平成23年）11月4日取扱開始 -プリモバイル初のWindows Mobile搭載端末
- SoftBank X02T …2012年（平成24年）2月17日取扱開始
- SoftBank 002P …2012年（平成24年）7月13日取扱開始
- SoftBank 003Z …2012年（平成24年）オンラインショップのみ数量限定取り扱い[20] - プリモバイル初のAndroid搭載端末
- SoftBank 009Z…2012年（平成24年）オンラインショップのみ数量限定取り扱い
- SoftBank 008Z（シンプルスマートフォン）…2012年（平成24年）9月4日オンラインショップ限定取り扱い開始[21]。
- SoftBank 001SC …2013年（平成25年）7月26日取扱開始。
- SoftBank 105SH …2013年（平成25年）11月22日取扱開始（プリモバイルセットとしてはホワイトとブラックのみの展開）
- SoftBank 301Z …2014年（平成26年）6月6日取扱開始。プリモバイル専用モデル。

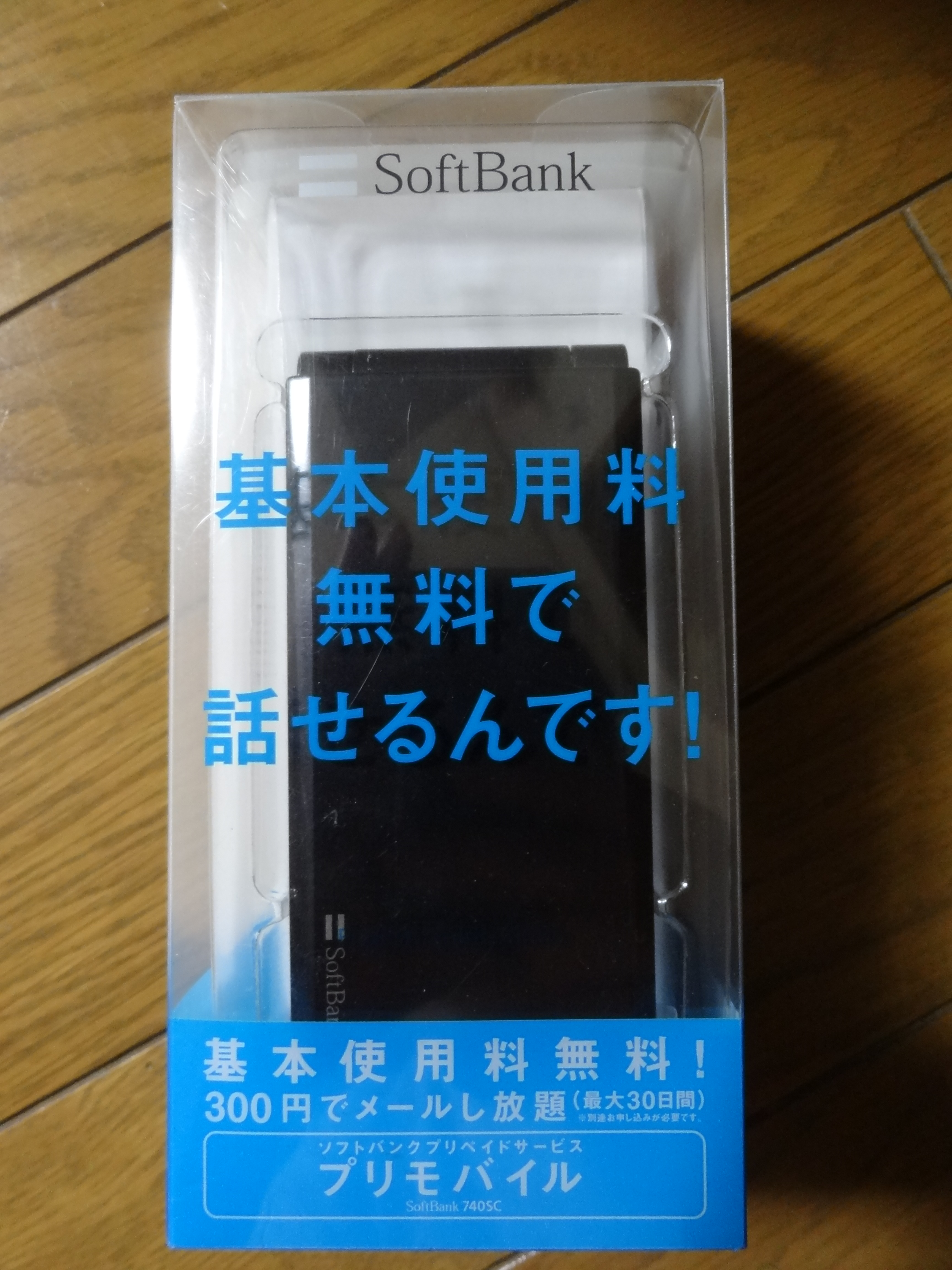
コンビニなどで販売されていたプリモバイルの端末セット(写真は740SC)

- SoftBank 202SH …2015年（平成27年）3月20日取扱開始（シンプルスタイル・3Gケータイセットとしてはホワイトとブラックのみの展開）

プリスマ（シンプルスタイル・スマートフォン（2014年11月28日以降））用として、以下の機種が供給された。
- LUMIX Phone SoftBank 101P …2013年（平成25年）9月6日取扱開始
- PANTONE SoftBank 107SH …2013年（平成25年）9月6日取扱開始
- STREAM SoftBank 201HW 3G …2013年（平成25年）11月22日発売開始。プリスマ専用モデル。
- SoftBank 102P …2014年（平成26年）6月6日取扱開始
- MEDIAS CH SoftBank 101N …2014年（平成26年）6月6日取扱開始
- AQUOS PHONE THE HYBRID SoftBank 101SH …2014年（平成26年）6月6日取扱開始
- AQUOS PHONE THE HYBRID SoftBank 007SH …2014年（平成26年）6月6日取扱開始
- DELL Streak SoftBank 001DL …2014年（平成26年）6月6日取扱開始
- AQUOS PHONE SoftBank 102SHII …2014年（平成26年）6月6日取扱開始
- DELL Streak Pro SoftBank 101DL …2014年（平成26年）6月6日取扱開始
- AQUOS PHONE THE PREMIUM SoftBank 009SH …2014年（平成26年）6月6日取扱開始
- HONEY BEE 101K …2014年（平成26年）7月11日取扱開始
- BLADE Q+ …2015年（平成27年）4月24日取扱開始。シンプルスタイル専用モデル。
- iPhone 5 16GB 整備済製品 …2015年（平成27年）12月19日取扱開始
- SoftBank 305SH …2016年(平成28年)1月29日台数限定で取り扱い開始。但し、色はブルーのみ。
- Libero2 …2017年（平成29年）9月8日取り扱い開始。色はブラックとホワイト。
- Libero3 ...2020年（令和2年）9月中旬発売予定。色はブラックのみシンプルスタイルの製品紹介（ソフトバンク）
- moto g53s 5G - 2024年（令和6年）1月19日発売 Libero3から4年ぶりの新機種。 機種自体は5G対応機種だがシンプルスタイルは5Gに対応していない。

シンプルスタイル・4Gケータイ用として、以下の機種が供給される。
- Simply …2017年12月15日取扱開始。すでにY!mobileブランドで発売されている機種だが、SoftBankブランドではシンプルスタイル専用モデルとなる[22]。

iPhone
- 2015年にiPhone 5の整備済製品をプリペイドモデルで発売したことによりiPhone 5以降の端末（他社のSIMロック解除端末含む）であればプリペイドサービスを契約して利用出来る。
- なおオンラインストアでの契約は不可能。ソフトバンクの店舗へ行き端末持ち込みで契約をする必要がある。
- iPhone用のプリペイドSIMカードには「Prepaid」の文字は刻印されておらず半黒のnanoSIMにプリペイド用電話番号などの情報が書き込まれそれを本体に挿入して利用する。
- ソフトバンク社内での動作確認はiPhone 5でしか行っていないのでそれ以降の端末は動作保証外になる。[23]
- また、iPhone同士のSIMの交換は可能だがiPhoneからAndroid、AndroidからiPhoneといったSIMカードの交換は不可能。

Disney Mobile on SoftBank
便宜上、プリスマと類似したサービスとなる、Disney Mobile プリペイドサービス（Disney Mobile プリスマ）に対応した端末についても列記する。
- DM011SH …2013年（平成25年）取扱開始
- DM012SH …2013年（平成25年）取扱開始

またプリペイド用のSoftBank 3G USIMカード（プリペイドUSIMカード）を他機種(UMTS対応端末)に入れ替える事（上述のように、プリペイドUSIMカード単体の契約も可能）でその機種でも利用可能である。
従って、ファームウェアのアップデートが発生した場合、通常、プリペイド契約の場合はソフトバンクショップへの持ち込み修理扱いだが、S!ベーシックパックの契約が付加されたポストペイド契約のSoftBank 3G USIMカードを所有している場合は、そちらに一時的に入れ替えて自らアップデートを行うことも可能。ただし、Y!ケータイ非対応の730SCは、2009年9月3日付で公表された不具合の発生があった場合は、2009年9月現在、ショップへの持込を要請されている。
しかし、2011年10月14日よりプリモバイル契約であっても、端末にソフトウェアアップデート機能が搭載されている場合は、メール契約をしたうえで、製造番号通知設定を行えば自ら行うことが可能となった。ただし、Xシリーズなどで使う場合や、ソフトウェア更新機能の無い端末を利用している場合は、従来どおりショップ店での対応となる。
なお、SoftBank 730SCとSoftBank 301Zについては、プリペイド専用仕様であるため、メールは可能だがWEB機能や世界対応ケータイなどは省かれており、ポストペイド契約のSoftBank 3G USIMカード利用時も含めてそれらの機能は使えない。
SoftBank 822P・SoftBank 821SC・SoftBank 740SC(コンビニ版は除く)・SoftBank 731SC・SoftBank 840SC・SoftBank X02Tについては、ACアダプタが別売。その他は同梱されている。SoftBank 730SCは、同梱のアダプタに加え、822Pなどで採用されている共通ACアダプタの利用も可能。SoftBank 821SCの場合、別売りの共通ACアダプタの利用には付属の変換アダプタを使用する必要があり。
SoftBank 705Pxに限り、卓上ホルダが設定されているが、こちらは別売。
なお、通話のみが利用出来ればいい場合は、UMTS2100MHz帯に対応したSIMロックのない端末（S31HTを除くS3x系以降のイー・アクセス端末は、SIMフリーであるため、同様に持込で対処可能）にプリペイドUSIMカードを挿しての使用自体は可能。なお、XシリーズおよびSIMロックを外したSoftBank スマートフォンでの利用も可能だが、メールはSMS（他社宛送信は不可、他社より受信は可）のみ可能としている。メール設定画面の表示可否については不明。
2014年3月、SIMフリー端末でのプリスマ契約を可能にしたが、音声通話、TVコール、SMS、S!メール、パケット通信などの通信や付加機能などソフトバンクモバイルのすべてのサービスについては動作保証外としている。
2009年12月上旬の一時期、オンラインショップ限定で、SoftBank 831Pがプリモバイルセットとして販売されていた。ポストペイド契約同様、ACアダプタ・卓上ホルダとも別売りとなる。2010年夏ごろから正式にオンラインショップおよびカタログ上にラインナップ化（ただし、ネイビーを除く4色）されているが、ホームページ上のプリモバイル用端末のラインナップ上には記載はない。これにより、卓上ホルダが設定される機種としては2つ目となった。
ソフトバンクオンラインショップ限定商品として、SoftBank 003ZとSoftBank 008Zが数量限定で、SoftBank 009Zが、「プリモバイルセット」として発売された。
傾向としては、ポストペイドで販売された端末カラーのうち、ブルー系・ゴールド系がプリモバイルセットから外される傾向がある（ブルー系は831Pや840SC・740SC、ゴールド系は731SCなど。ただし、822Pのピンクゴールドは発売されており、ポストペイドのカラー全色がプリモバイルセットとなっている）。

## 市場占有率
- 2010年（平成22年）12月末現在の契約数が816,500件であり、ソフトバンクモバイル全契約のうち、3.5%を占める。